# 2671 Абхазија
2671 Абхазија (енгл. 2671 Abkhazia) је астероид главног астероидног појаса чија средња удаљеност од Сунца износи 2,608 астрономских јединица (АЈ).
Апсолутна магнитуда астероида је 13,4.